# Orgères (Ille-et-Vilaine)
Orgères é uma comuna francesa na região administrativa da Bretanha, no departamento de Ille-et-Vilaine. Estende-se por uma área de 16,32 km². Em 2010 a comuna tinha 5 112 habitantes (densidade: 313,2 hab./km²).